# Etnia bahnar
Etnia Bahnar ( Người Ba Na), la tribu Bahnar es una minoría de Vietnam, con una población de aproximadamente 286 910 personas, distribuida en el centro y sur de Vietnam , El idioma utilizado es Bahnar, vietnamita es el segundo idioma, y la mayoría de las creencias son religiones tradicionales. Tradicionalmente, es una sociedad agrícola dominada por línea materna, el principal modo de producción es agricultura agrícola, y los logros musicales son excepcionales y únicos. Es una minoría en nombre de la cultura musical Nación.

## Distribución étnica, población e idioma

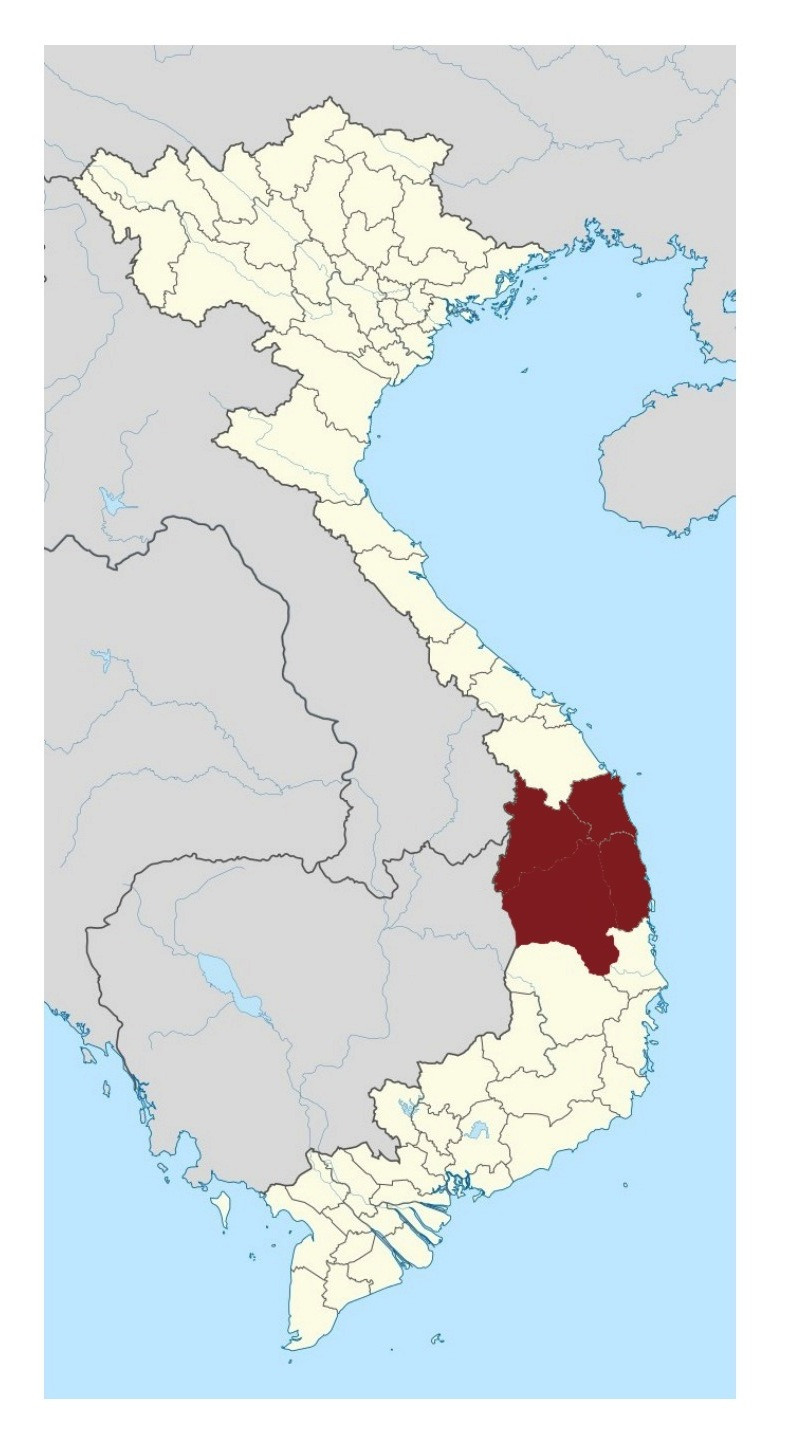
Mapa de distribución étnica Bahnar

### Distribución nacional
La gente Bahnar vive principalmente en Provincia de Gia Lai y Provincia de Kon Tum en las tierras altas centrales de Vietnam, y un pequeño número de personas étnicas vive en Binh Dinh,  Provincia de Phu Yen.

### Población
El grupo étnico Bahnar es uno de los 54 grupos étnicos reconocidos oficialmente en Vietnam. La población de su grupo étnico era de 174.456 en el censo de 1999 y de 227.716 en 2009.

### Idioma
El idioma principal utilizado es Bahnar, un idioma tradicional, que pertenece a Idiomas del sur de Asia Idiomas Meng Khmer Rama del idioma Bahnar. Tiene nueve vocales, así como vocales largas y La vocal corta es un lenguaje en desarrollo. El vietnamita es el segundo idioma de la nación.

## Entorno geográfico

### Ubicación
Vietnam se encuentra en la parte oriental de la península de Indochina, limita con Laos y Camboya al oeste, China al norte y Bien Dong al este. El altiplano central, la residencia principal del pueblo BAHNAR, se extiende hacia el sur desde las montañas Hengduan en China. Es el punto más alto en el sur de la península de Indochina. Su valor estratégico es extremadamente alto. Es la clave de todo Vietnam y el sur de la península de Indochina. La zona costera centro-sur entre el delta del río Rojo en el norte y el delta del Mekong en el sur tiene un terreno largo y plano, suelo fértil y húmedo, adecuado para el cultivo de arroz.

### Clima
Todo Vietnam se encuentra entre el Trópico de Cáncer y el Ecuador, perteneciente al Clima monzónico tropical, con una humedad media anual de hasta el 84%. Las precipitaciones son abundantes pero se concentran principalmente en verano. Sin embargo, se ven significativamente afectadas por la latitud y la topografía. El clima de cada región sigue siendo bastante diferente. En invierno, el monzón sopla desde el noreste a lo largo de la costa de China, alejando mucha humedad, haciendo que el invierno sea más seco que la temporada de lluvias y el verano. De mayo a octubre, el monzón de verano sopla desde la costa, trayendo abundantes lluvias a Vietnam. En el área donde vive el pueblo Bahnar, la diferencia de temperatura anual en las áreas costeras central y sur es extremadamente grande, que puede ser tan baja como cuatro o cinco grados en invierno y tan alta como casi cuarenta grados en verano; mientras que los cambios de temperatura en las tierras altas centrales son relativamente suaves, y en invierno y verano. No es grande, esto se ve afectado por el terreno.

## Historia

### Rama de la tribu Bahnar
También hay muchos asentamientos pequeños con diferentes nombres entre la tribu Bahnar, pero todos tienen un consenso sobre el origen del grupo étnico (es decir, la tribu Bahnar), lo que les permite tener una cultura más colorida. El pueblo Bahnar se llama a sí mismo Bahnar, que representa a las personas que viven en las aguas poco profundas del pequeño río. Otros pequeños asentamientos bajo el pueblo Bahnar, como To Lo, Go Lar, Krem, etc., se denominan según las características de sus áreas residenciales. Incluso si no hay diferencia en las costumbres y la cultura, a menudo tienen diferentes nombres debido a las diferencias en las características del lugar de residencia.

### Origen e historia
El origen de la tribu Bahnar no está bien documentado. Según la investigación, un grupo de personas que originalmente vivían en islas del Pacífico Sur ingresaron a las Montañas Annan. Poco después, los residentes indonesios también ingresaron al área desde el oeste. Para competir por el territorio, tuvieron disputas y pequeñas guerras. Luego, algunas personas se mudaron a las tierras altas centrales, y este grupo incluía a los antepasados de la tribu Bahnar. Antes del siglo X, el pueblo Bahnar vivía una vida cerrada y pacífica con poco contacto con el mundo exterior. Entre 1150 y 1470, el pueblo Bahnar y algunos grupos étnicos que vivían en la sierra central tenían casi 300 años. Bajo el dominio del Imperio Champa. En 1471, Le Thanh Tong rompió Champa y liberó a la tribu BAHNAR del gobierno de Champa. En los siglos siguientes, la tribu Bahnar fue influenciada más o menos continuamente por Laos y Tailandia. En 1771, el área habitada por la tribu BAHNAR fue considerada como la primera línea de resistencia contra Nguyen por los tres hermanos Nguyen Nhac, Nguyen Hue y Nguyen Lu. Sus acciones también fueron Atrajo a mucha gente Bahnar. De 1954 a 1975, muchas áreas habitadas por la tribu Bahnar fueron influenciadas por las fuerzas estadounidenses Guerra de Vietnam y revolucionaron. No fue sino hasta el final de la Guerra de Vietnam que los BAHNAR y todas las minorías étnicas en Vietnam comenzaron a desarrollar la cultura y los valores tradicionales para construir un futuro mejor.

## Sociedad, familia y matrimonio

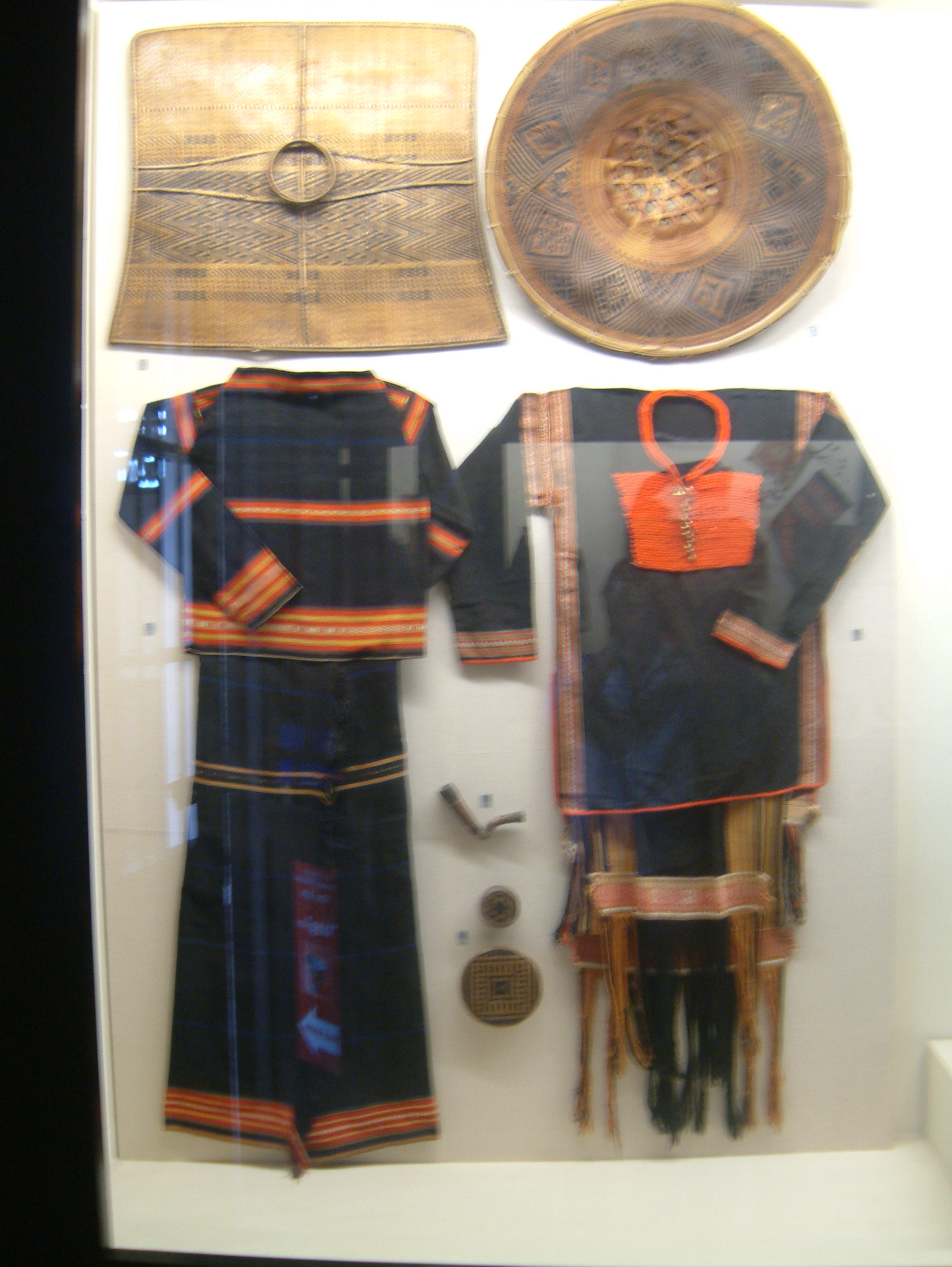
Traje tradicional de BAHNAR

### Sociedad
Incluso en los tiempos modernos, todavía podemos ver que las características de la Sociedad Matrilineal permanecen en la sociedad Bahnar, como las relaciones familiares, el sistema sanguíneo y el matrimonio. Aunque el movimiento por la igualdad de derechos entre hombres y mujeres es muy popular ahora, Bahnar La sociedad étnica todavía está más centrada en las mujeres. Por ejemplo, después del matrimonio, el novio permanecerá en la casa de la esposa por un período de tiempo, o incluso permanecerá en la casa de la mujer. Esto demuestra que los hábitos tradicionales prevalecen en su sociedad. Conceptos modernos, y la sociedad tiene diferentes hábitos sociales para personas de diferentes clases, como los ricos, los pobres y los sirvientes.

### Matrimonio
El grupo étnico Bahnar es monogamia. Con la introducción de nuevos conceptos, se ha vuelto cada vez más común que hombres y mujeres se alejen del lugar donde vivían originalmente después de casarse. Hoy en día, muchas personas Bahnar viven en La casa de la mujer, y después de un tiempo se mudaron a otra casa nueva, que se convirtió en un elemento nuevo en la sociedad.

### Educación tradicional
Los jóvenes del grupo étnico Bahnar estudian en las comunas locales de la aldea, mientras que los maestros son las personas mayores de la aldea. El contenido didáctico incluye artes marciales, entrenamiento laboral, habilidades de lucha y los valores y hábitos sociales más importantes.

## Industria y vida

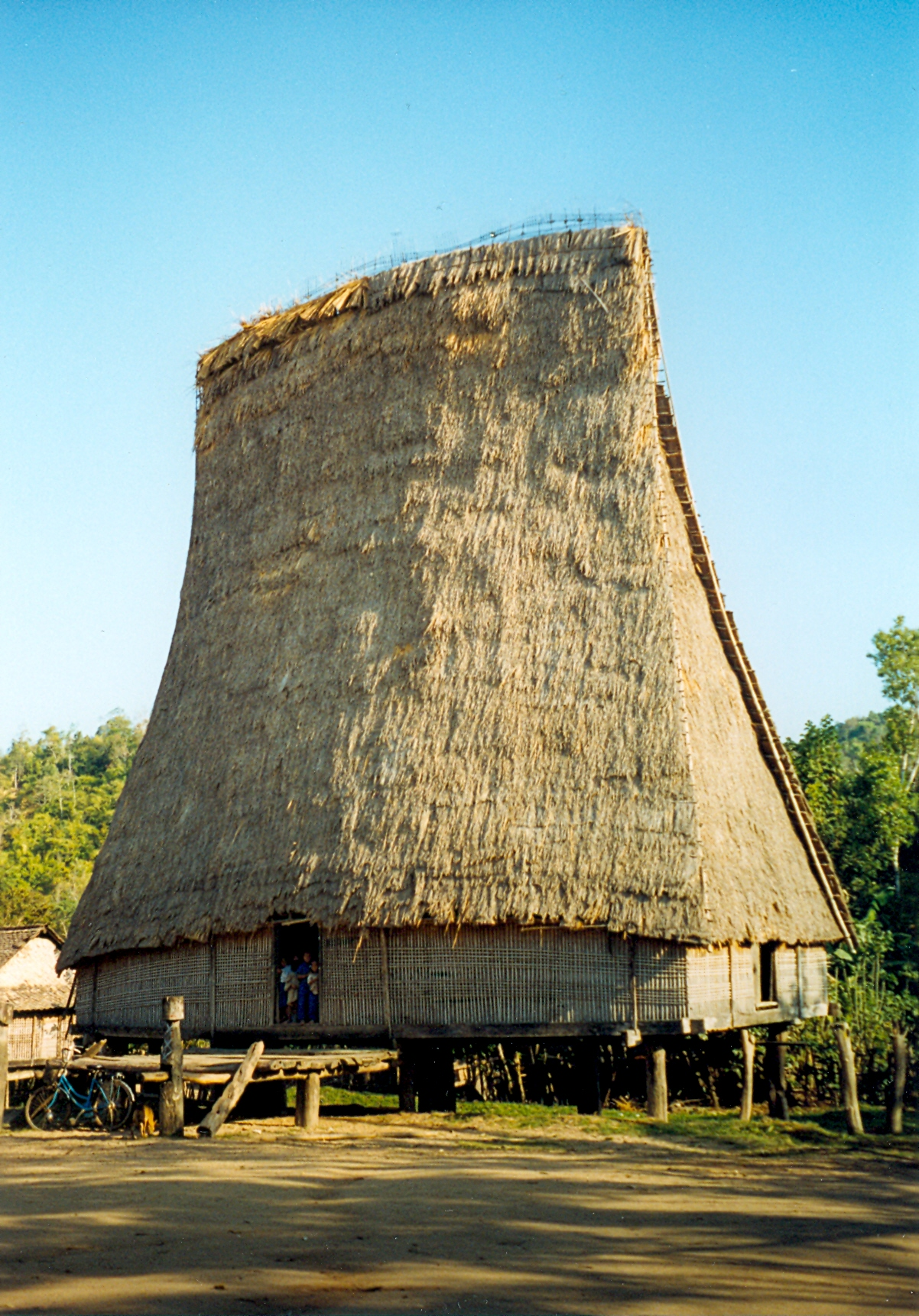
Casa Bana

### Producción
El principal tipo de agricultura de la gente de Bahnar es la agricultura migratoria: cuando llegue la temporada de lluvias, quemarán la jungla cerca de sus hogares y plantarán semillas de cultivos. Su cultivo principal es el Arroz, según su tradición, no tenían búfalos de agua ni fertilizantes, y utilizaban las manos para cosechar arroz. Hoy en día, muchos lugares, como los vietnamitas, han aprendido nuevas tecnologías y procesamiento, y han convertido sus principales cultivos en arroz y cultivos comerciales. Además de la agricultura, el pueblo Bahnar también se dedica a actividades como raza, artesanía, caza y recolección para comerciar con otras tribus. Después de la agricultura, la cría de animales es la segunda forma de producción más importante para la gente de Bahnar. Los productos se obtienen a través del pastoreo de ganado, cerdos, ovejas, perros, pollos y otros animales, pero porque es a través del pastoreo en lugar de la cría colectiva, por lo que La productividad será menor. La mayoría de los productos producidos por la cría de animales se utilizan con fines comerciales o ceremoniales, y rara vez se utilizan como alimento propio, y mucho menos como fertilizante. Las artesanías en las que se dedica la gente de Bahnar incluyen tejido, tejido y herrería. Tejer es una de las habilidades que los hombres de Bahnar deben aprender. Un hombre que no puede tejer en un Bahnar no puede encontrar pareja. Sí, los productos tejidos por el pueblo Bahnar son conocidos por su durabilidad y belleza, sus productos incluyen utensilios para procesar arroz, herramientas de pesca y otros utensilios que se utilizan en la vida diaria. Tejer es una habilidad que todas las mujeres de Bahnar deben aprender. Usan telares indonesios para coser ropa y coser varios patrones en la ropa. Del mismo modo, su ropa también es conocida por su belleza y durabilidad. En el pasado, cada aldea de Bahnar tenía uno o dos herreros. Su trabajo principal era reparar armas, herramientas agrícolas y utensilios de uso diario. Su estatus en la aldea era bastante alto y sus horas de trabajo solían ser al final de la agricultura. Un mes después.

### Comportamiento comercial
Dado que la gente BAHNAR suele vivir en la jungla y tiene poco contacto con el mundo exterior, su habilidad comercial no es muy avanzada, el trueque es su forma más común de comerciar, con una unidad de medida muy primitiva como el codo. , Brazos, tramos de brazos, etc., para calcular el valor de las mercancías, o intercambiar directamente mercancías equivalentes, como búfalos, cerdos, etc. En el comportamiento comercial tradicional, algunos de ellos actúan como intermediarios, pero no hay comerciantes. La caza y recolección es también una de las actividades más importantes del pueblo bananero, las principales armas utilizadas en la caza son las lanzas y ballestas, cuando cazan colectivamente llevan perros como ayudantes, cuando cazan solos utilizan trampas y lanzas. Herramientas para la caza. La pesca y la caza pueden aportar más recursos alimentarios que la caza Las principales herramientas utilizadas en la pesca y la caza son las cestas de pescado, las redes de pesca y las cañas de pescar. En el camino a casa después del fin de la agricultura, las mujeres y los niños de Bana recolectan insectos, verduras, brotes de bambú, hongos y frutas.

### Vida
A la gente de Bahnar le gusta construir aldeas en terrenos abiertos junto al río pequeño. En general, las aldeas de Bahnar, hay una taberna en el medio de la aldea, que es la comuna. A su alrededor se encuentran las casas de muchas familias, y todas las casas suelen ser Los rostros son como ríos y los lomos como montañas, los graneros están esparcidos por todos los rincones del pueblo. Para evitar la invasión de animales salvajes y la invasión de extraños, el área donde viven los aldeanos estará rodeada por cercas de bambú. Inmediatamente al lado del pueblo se encuentran el área de agua pública y el cementerio Debido a la puesta de sol, el cementerio generalmente se ubica al oeste del pueblo y el área de agua pública no tiene una ubicación especial. Las casas del pueblo Bana son edificios elevados, el piso de la casa es de medio a dos metros más alto que el suelo plano, los materiales de construcción son paja, bambú y hojas. Tradicionalmente, solo las grandes casas familiares poderosas tienen muchos cubículos para que los usen los miembros de la familia, pero hoy en día, las casas de tres a cuatro cubículos son muy populares en todas las familias. Una casa suele tener cuatro techos de paja, una puerta y dos puertas pequeñas. Las puertas pequeñas están decoradas con un símbolo de madera en forma de V, mientras que las puertas tienen umbrales de madera. Las puertas están hechas de bambú.

## Fe y costumbres

### Fe y religión
Dado que la antigüedad y el mundo exterior son relativamente cerrados, las principales creencias de la gente Bana son básicamente creencias tradicionales, pero con la introducción de la cultura occidental, algunas personas se han convertido a Cristiano.

### Festivales y música
Para la vida espiritual de la gente de Bana, el festival es una de las actividades públicas distintivas e indispensables. En términos generales, al festival asisten todos los aldeanos de un pueblo y pueblos cercanos, y este festival suele ir acompañado de rituales para adorar a los dioses. Estos rituales incluyen sacrificios de animales, actuaciones de instrumentos musicales, etc. Sin embargo, los festivales de Bahnar suelen Se llama festival de matanza de búfalos o festival de gong. Si quieres saber más sobre los festivales del pueblo Bahnar, debes mencionar la música y los instrumentos musicales del pueblo Bahnar, el pueblo Bahnar es un pueblo que ama la música, y también tienen talentos extraordinarios en la música. Es muy rico y diverso, dividido principalmente en cuatro categorías: Instrumentos musicales de cuerda, Instrumentos musicales de viento, Instrumentos musicales de membrana, Instrumentos musicales Body Ming. Los instrumentos de cuerda se componen de piezas de bambú conectadas a una calabaza seca y muchas cuerdas de metal; los instrumentos de viento se tocan por la boca o aplaudiendo; los instrumentos membranosos son dos pequeños tambores conectados a ambos lados de un tambor grande, y son tocados por los ancianos de la aldea. Se toca durante la ceremonia; el instrumento body-ming se hace sonar por percusión o energía del viento y el agua.

### Rituales y festivales
La gente de Bahnar tiene muchas fiestas diferentes para rezar por una buena cosecha: la ceremonia de apertura de la comuna, la celebración de la victoria, el sacrificio de las tumbas, la oración por la lluvia, etc. Estas fiestas se llevan a cabo desde el duodécimo hasta el cuarto mes del calendario local. , Que es el tiempo libre antes de la cosecha, y antes del festival, se asignarán tareas a hombres y mujeres del pueblo, hombres fuertes irán a la selva a recolectar bambú y enredaderas, y mujeres jóvenes prepararán arroz, leña y comida. Una familia tiene la responsabilidad de proporcionar arroz, vino, pollo y cerdos, mientras que el búfalo que se usa para las ceremonias suele ser donado por familias adineradas. Estos festivales se llevan a cabo en comunas. Los rituales generalmente se realizan por la mañana. Después de que los aldeanos matan al búfalo, pondrán su hígado, sangre y cabeza en el altar, y luego los ancianos de la aldea orarán por la paz, la riqueza y la paz en nombre de toda la aldea. Prosperidad, y la oración de oración generalmente contiene el nombre de Dios y lo que el pueblo ora. Después de la ceremonia, comienza el festival, que generalmente dura hasta la noche, a veces incluso al día siguiente. En los festivales, la actuación del gong es siempre el punto culminante de la actuación y atraerá a miles de espectadores En la actuación del gong, hay cuatro grupos de grupos de baile, dos grupos de hombres y dos grupos de mujeres. Los artistas lucirán sus mejores galas, y todos los artistas formarán un semicírculo alrededor del altar donde se sacrifica el búfalo, y bailarán de este a oeste siguiendo el ritmo del gong.

## Arte y literatura

### Música y danza
Como se mencionó en la parte anterior, el pueblo Bahnar tiene una variedad muy diversa de instrumentos musicales, y también tienen extraordinarios talentos en la música. Por lo tanto, las canciones populares tradicionales del pueblo Bahnar también son muy ricas, y las dos más famosas se llaman hmon y roi. Los bailes tradicionales también son muy populares en la sociedad Bahnar. La mayoría de los espectáculos de danza aparecen en ocasiones rituales y festivales estacionales. Los largos poemas y leyendas del pueblo BAHNAR son bastante únicos, y estas obras son una parte muy importante del patrimonio cultural de Vietnam.

## Situación actual

### Situación actual
El lugar de residencia principal del pueblo Bahnar sigue siendo el centro-sur de Vietnam, las provincias de Gia Lai, Kon Tum, Binh Dinh y Phu Yen. Sin embargo, debido al desarrollo del transporte, hay cada vez más intercambios en varios lugares. También hay algunos pueblos Bahnar. Dejando el lugar de residencia original para convertirse en ciudad. Debido a la introducción de tecnología y conceptos modernos, la gente de Bahnar solo usa trajes tradicionales en ocasiones especiales, como bodas, ceremonias de tumbas abandonadas y ceremonias de matanza de búfalos.